# Квинт Ветидий Бас
Квинт Ветидий Бас (на латински: Quintus Vettidius Bassus) е римски управител на провинция Тракия (procurator Augusti) по времето на август Домициан през 88 – 89 г. Името му е известно единствено от надпис от Перинт.